# San Juan de Aznalfarache
San Juan de Aznalfarache is een gemeente in de Spaanse provincie Sevilla in de regio Andalusië met een oppervlakte van 4 km². In 2007 telde San Juan de Aznalfarache 19.943 inwoners.

## Demografische ontwikkeling
Bron: INE; 1897-2011: volkstellingen
Opm.: San Juan de Aznalfarache ontstond in 1897 door splitsing van de gemeente Tomares y San Juan in de nieuwe gemeenten Tomares en San Juan de Aznalfarache